# 匯縱專業發展中心
匯縱專業發展中心（英語：Integrated Vocational Development Centre，簡稱IVDC）為香港職業訓練局機構成員之一，IVDC（页面存档备份，存于）專門配合香港政府的人力資源培訓政策，為15歲或以上、具副學位或以下教育程度人士開辦一系列「人才發展計劃」課程。課程包括為待業人士而設的「就業掛鈎課程」、協助學生提升技能的「新技能提升計劃課程」，以及「通用技能培訓課程」。IVDC（页面存档备份，存于）亦為有志進修人士提供全面及有系統的專業培訓課程及增值課程，鼓勵學生學習新知識及技能，與時並進。

## 課程

### 就業掛鈎課程
課程全部由僱員再培訓局撥款資助開辦，屬「人才發展計劃」課程。直至2015年，學院方面共有約50個課程，所有課程費用全免，入學資格如下：
- 香港合資格僱員，現正失業﹑待業或失學
- 年滿15歲
- 學歷於副學位（資歷架構第四級）或以下
- 具備個別課程的其他入學要求

包含的專業範疇如下：
- 健康護理
- 家居服務
- 進出口
- 金融財務
- 商業
- 物流
- 資訊及通訊科技
- 影藝文化
- 旅遊
- 酒店
- 飲食
- 交通及支援服務
- 美髮
- 美容
- 教育康體
- 物業管理及保安
- 社會服務
- 地產代理
- 印刷及出版
- 鐘錶及珠寶
- 環境服務
- 建造及裝修

### 新技能提升計劃
基本入讀資格
- 申請人必須為香港合資格僱員
- 年齡在15歲或以上
- 學歷於副學位（資歷架構第四級）或以下
- 具備個別課程之入學條件

課程特點:
- 半日或晚間制
- 適合在職或待業人士報讀
- 合資格人士可申請學費資助，最高可獲全費豁免
- 鼓勵持續進修，加強競爭力，邁向「一專多能」
- 獲取專業知識及認可資格，與時並進，增強晉升機會
- 掌握跨行業技能，為入職或轉職作好準備，一展抱負

### 通用技能培訓課程
基本入讀資格：
- 申請人必須為香港合資格僱員
- 年齡在15歲或以上
- 學歷於副學位（資歷架構第四級）或以下
- 具備個別課程之入學條件

課程特點:
- 半日或晚間制
- 適合在職或待業人士報讀
- 合資格人士可申請學費資助，最高可獲全費豁免
- 透過通用技能訓練以加強學員在就業市場的競爭力
- 課程範疇包括職業英語、普通話及資訊科技應用
- 正修讀或報讀全日制之就業掛鈎課程的學員，可同時報讀或入讀一項晚間制通用技能培訓課程

### 專業課程
IVDC（页面存档备份，存于）與業界伙伴合作，開辦廚藝，餐飲，獸醫助理，醫療保健推廣，以及樹藝等專業證書課程，為有志進修人士增值。部份課程更會為學生提供訓練，裝備他們參加業內考試，考取專業資格。

### 增值課程
為鼓勵學生在公餘時間培養興趣，陶冶性情，IVDC（页面存档备份，存于）開辦一系列興趣增值課程，包括太極，廚藝，書法，舞蹈，手工藝及語文等，種類多元化，滿足不同人士的需要。

### 企業員工發展活動
IVDC 推出「企業員工發展活動」，為參加者度身設計半天至一天的進修日，透過一連串富趣味性的飲食、花藝、美髮和美容等活動，加強團隊之間的溝通、合作、協同及互信，籍以建立有效的團隊。

### 詳細課程內容
- 就業掛鈎課程
- 新技能提升計劃
- 通用技能培訓課程
- 專業課程
- 增值課程

## 發展中心
為配合發展，匯縱專業發展中心在九龍及新界設有10所培訓中心：
1. 荔枝角－九龍長沙灣長裕街8號億京廣場-匯縱專業發展中心(荔枝角) - 電話熱線: +852 3719 6600
2. 牽晴間－粉嶺一鳴路23號牽晴間購物廣場－匯縱專業發展中心(粉嶺) - 電話熱線: +852 2948 4848
3. 耀安邨	－新界沙田馬鞍山恆康街2號－匯縱專業發展中心(馬鞍山)， 育才中學（沙田）前校舍  - 電話熱線: +852 3519 1700
4. 青年學院(屯門)－屯門青雲路18號A103B室－匯縱專業發展中心(屯門) - 電話熱線: +852 2247 9889
5. 青年學院 (邱子文)－新界將軍澳陶樂路11號	- 電話熱線: +852 3719 6600
6. 青年學院 (天水圍)－新界天水圍天河路11號 - 電話熱線: +852	2247 9889
7. 香港專業教育學院 (李惠利)－香港新界將軍澳景嶺路3號- 電話熱線: +852	2247 9889
8. 香港專業教育學院 (觀塘)－九龍觀塘曉明街25號- 電話熱線: +852 2247 9889
9. 職業訓練局九龍灣大樓－九龍九龍灣大業街46號地下 - 電話熱線:	+852 2247 9889
10. 新界葵涌新葵街十三至十九號－	新界葵涌新葵街十三至十九號四樓	 - 電話熱線: +852 2247 9889

## 外部連結
- 匯縱專業發展中心（页面存档备份，存于）